# Sechsundfünfzig
56 ist ein Kartenspiel, das ursprünglich aus Südindien um die Region Kerala stammt. Es baut auf dem Spiel Achtundzwanzig auf, nur wird anstatt mit einem Talon mit zwei Kartenspielen (48 Karten) und in zwei Teams mit je drei Spielern gespielt.

## Kultureller Hintergrund
Dieses Kartenspiel stammt aus Kerala, wo es sehr populär ist. Aber auch außerhalb Keralas spielen in Europa viele der 1. und 2. Generation angehörenden indischen Einwanderer das Spiel auf von südindischen Organisationen veranstalteten Feierlichkeiten oder auf Turnieren. Es gehört zu der Gruppe von Jass- und Whist-Spielen und gilt als ein Spiel, das analytische Fähigkeiten, gutes Konzentrations- wie Erinnerungsvermögen voraussetzt.

## Einführung in die Spielregeln von 56

### Ziel des Spiels
Vor dem Spiel haben die Mitspieler die Möglichkeit ihre Karten in bestimmter Art und Weise anzusagen. Dies ist notwendig, um Stiche durch die Kombination der Blätter zwischen den Teammitgliedern zu gewinnen. In der Regel erhöht sich durch jede Ansage der Rufwert. Nachdem ein Team eine Ansage zwischen 28 und 56 gemacht hat, muss das Team mit dem höchsten Gebot versuchen, durch das Gewinnen von Stichen mindestens diese Ansage zu erreichen. Das gegnerische Team muss entsprechend versuchen, dies zu verhindern.

### Spielfarben und Rangfolge
| Farben des französischen Blattes |               |              |               |
| Karo/dice♦                       | Herz/hearts ♥ | Pik/spades ♠ | Kreuz/clubs ♣ |
| ♦                                | ♥             | ♠            | ♣             |

| Rangfolge | Spielkarten  | Symbol | Wert |
| --------- | ------------ | ------ | ---- |
| 1.        | Bube, Bube   | B      | 3    |
| 2.        | Neun, Neun   | 9      | 2    |
| 3.        | As, As       | A      | 1    |
| 4.        | Zehn, Zehn   | 10     | 1    |
| 5.        | König, König | K      | 0    |
| 6.        | Dame, Dame   | D      | 0    |

I. Infos zu den Farben:
- Die 48 Karten bestehen aus zweimal den sechs Spielkarten Bube, Neun, Ass, Zehn, König, Dame in den vier Kartenfarben Herz, Karo, Pik und Kreuz.
- Eine Rangfolge innerhalb der Farben existiert nicht.
- Bei sechs Spielern erhält jeder Spieler 8 Karten.
- Pro Spielfarbe gibt es zwölf Trümpfe.

II. Infos zu der Rangfolge:
- Auch wenn einige Blätter den gleichen Wert haben, schlägt das As die Zehn und der König die Dame.
- Werden Karten gleichen Ranges in einer Runde gespielt, so schlägt die zuerst gelegte Karte die zweite Karte des gleichen Ranges.
- Auffällig ist die große Ähnlichkeit zu der Rangfolge von Skat bei einem Trumpfspiel.

## Vor dem Spiel

### Ansagen
Die folgenden Rufe werden stets in Verbindung mit einer Farbe gerufen (Ausnahme: Nos, Pass, Plus Pass)
- „Zahl um eine, zwei oder mehrere Punkte erhöhen“: Der Ansager besitzt die höchste bzw. mehrere der höchsten Karten und viele Beikarten.
- „Plus“: Der Ansager besitzt die höchste Karte und mindestens zwei Beikarten.
- „One Plus“: Der Ansager besitzt die höchste Karte der Farbe und nur eine Beikarte.
- „Plus One“: Der Ansager besitzt nur die höchste Karte von der Farbe und keine Beikarten.
- „Two/three/X -Plus“: Der Ansager besitzt die zwei/drei oder X höchsten Karte(n) und nur eine Beikarte. Die Zahl erhöht sich entsprechend um zwei/drei oder X Einheiten
- „Minus“: Der Ansager besitzt im Minimum drei bis vier Trümpfe von der angesagten Farbe, aber er hat nicht die höchste Karte der Farbe.
- „Minus -one/-two/-X“: Der Ansager besitzt genau eine/zwei oder X Karte(n) der Farbe und die ist nicht die Höchste.
- „Nos oder "No-suit"“: Der Ansager besitzt keine Karte von der Farbe (bezieht sich auf die letzte Ansage). Passen alle Spieler, nachdem „Nos“ gerufen wurde, so wird „No-Trump“ gespielt!
- „Plus two/three/X Nos“: Keine Karte der Farbe (bezieht sich auf dem vorletzten, drittletzten, X-letzten Ansager).
- „Pass“: die Punktezahl erhöht sich durch diese Ansage nicht. Wenn alle bis zum letzten Ansager gepasst haben, fängt das Spiel mit der Ansage des letzten Spielers an.
- „Plus Pass“: die Punktezahl erhöht sich durch diese Ansage, aber zum Unterschied zum einfachen „Pass“ erhält jeder Spieler nach der „Plus-Pass“-Ansage eine neue Chance zur Ansage. Passen alle Mitspieler auf einen „Plus Pass“, so wird „No-Trump“ gespielt.
- „No-Trump“: Dies ist ein Spiel ohne Trumpf. Nur die höchste Karte zählt. Die Punktzahl erhöht sich durch diese Ansage, um eine weitere Einheit.

### Erläuterung zu den Ansageprozedere
- Der Spieler links vom Kartengeber fängt beim Rufwert 28 an, seine Karten anzusagen.
- Passt der erste Spieler ist dies ausnahmsweise gleichzusetzen mit einer "Plus-Pass" Ansage.
- Bei jeder Ansage erhöht sich die Zahl, um mindestens eine Einheit (Ausnahme: Pass).
- Kein Spieler einschl. des ersten Spielers ist verpflichtet zu rufen.
- Erfolgt keine Ansage durch ein Spieler während des gesamten Rufprozedere, so spielt das Team links vom Kartengeber automatisch ein "No-Trump-Spiel"
- Das Rufprozedere hört auf, wenn nach einer Ansage eines Spielers, die restlichen Spieler in der Runde passen.
- Der höchstmögliche Ruf ist 56, da dies die max. erreichbare Punktzahl darstellt.
- Das höchstbietende Team hat die Möglichkeit, sich für ein Spiel mit oder ohne Trumpf (No-Trump) zu entscheiden.
- Entscheidet sich das höchstbietende Team für einen Trumpfspiel, so kann sie die Trumpffarbe auch festlegen.
- Ein "Nos" darf nur gerufen werden, wenn die Farbe mindestens einmal vorher angesagt wurde.
- Alle anderen Ansagen dürfen jederzeit durchgeführt werden.
- Achtung: Jeder Spieler hat die Möglichkeit eine Ansage zu repräsentieren, selbst wenn dieser Spieler diese Karte nicht besitzt(Täuschungsrufe)

### Beispielansagen in einem Spiel
Anmerkung: Die erste Ansage fängt bei 28 an.(Die Spieler mit der geraden Ordinalzahlen bilden ein Team; die ungeraden das gegnerische Team.)
- 1. Spieler macht folgende Ansage: 28 Herz (Er hat den Buben und mindestens 3 Beikarten)
- 2. Spieler erhöht: 29 Plus Kreuz (Er hat die höchste Karte, d. h. den Buben und 2 Beikarten)
- 3. Spieler erhöht: 30 Plus One Herz (Er hat somit den zweiten Buben und keine Beikarten; nur ein "Plus One Herz" Ruf hätte die gleiche Bedeutung, wie 30 Plus One Herz)
- 4. Spieler passt (Die Zahl bleibt somit auf 30)
- 5. Spieler: „31 One Plus Herz“ (Er hat somit die Neun-Herz, weil dies die nächst höchste Karte nach den 2 angesagten Herz-Buben darstellt und eine Beikarte)
- 6. Spieler: „Nos“ (Er hat also keine Herz-Karte; Der Ruf ist dadurch auf 32 gestiegen)
- 1. Spieler: „Two Plus Karo“ (Er hat somit zwei Karo Buben und eine Beikarte. Der Punktezahl ist dadurch jetzt bei 34 angelangt.)
- 2. Spieler passt.(Auch wenn er einen weiteren Bube hat, sagt er ihn aus taktischen Gründen nicht an.)
- 3. Spieler passt (Die gerufene Zahl von 34 erhöht sich durch diesen Ruf nicht.)
- 4. Spieler macht folgende Ansage: „Minus Kreuz“ (Er hat also mindestens drei bis vier Kreuz-Karten, aber ohne die höchste Karte. Die angesagten Punkte sind nun 35.)
- 5. Spieler passt.(Würde Spieler 6,1,2,3 auch passen, so hätte Spieler 4 mit den gerufenen Kreuz den Trumpf bestimmt. Das Spiel würde dann auch beginnen.)
- 6. Spieler macht folgende Ansage: „Minus one Kreuz“ (Er hat nur eine Kreuz-Karte und nicht die höchste. Die angesagten Punkte sind nun auf 36 gestiegen.)
- 1. Spieler: "38 Pik" (Da Spieler 1 die Punkte um zwei Einheiten erhöht hat, besitzt er die 2 Pik Buben und viele Beikarten; hätte er 2 Pik Buben und wenig Beikarten hätte er 2 Plus Pik gerufen)
- 2. Spieler passt.
- 3. Spieler ruft: „40 No-Trump“
- alle anderen Spieler passen.

Die Ansage des Spielers 3 ist nun verbindlich: Das erste Team muss nun versuchen 40 Punkte zu erreichen.

## Das Spiel

### Ablauf
Gespielt wird gegen den Uhrzeigersinn. Der Spieler rechts vom Kartengeber legt die erste Karte. Der Spieler der höchsten Karte erhält den Stich und darf als nächster eine Karte ausspielen. Am Ende des Spiels werden alle Stiche zusammengezählt und das Team muss die angesagten Punkte mindestens gemacht haben.

### Trumpfen
Es herrscht Farbzwang: Wird eine Farbe gespielt, so müssen alle Mitspieler diese Farbe bedienen, solange sie Karten in dieser Farbe in der Hand halten. Kann ein Mitspieler nicht bedienen, so hat er die Möglichkeit eine Trumpfkarte oder eine beliebige andere Karte (wird dann aber zu rangniedrigsten Karte) zu spielen. Die nächsten Mitspieler in der Runde haben die Möglichkeit zu übertrumpfen, vorausgesetzt, dass auch sie die geforderte Farbe nicht haben.

## Nach dem Spiel
| Das Ansageteam erhält bei den angesagten Punkten: - 28 – 39 = 1 Pkt. - 40 – 47 = 2 Pkt. - 48 – 55 = 3 Pkt. - 56 = 4 Pkt. | Das gegnerische Team erhält bei den angesagten Punkten: - 28 – 39 = 2 Pkt. - 40 – 47 = 3 Pkt. - 48 – 55 = 4 Pkt. - 56 = 5 Pkt. |

- In der Ansagerunde hat jeder gegnerische Spieler die Möglichkeit, Double zu rufen.
- Wird ein Double gerufen, so können, vorausgesetzt die Runde ist noch nicht zu Ende, alle Spieler noch weitere Karten ansagen.
- Ein Double ist deshalb erst wirksam, wenn nach dem Double-Ruf, alle Spieler in der Runde gepasst haben.
- Die Spieler, die „gedoubelt“ wurden, können dies mit einem redouble erwidern.

Double und Redouble verdoppeln in beiden Fällen die erzielten Punkte. „Double“ (wie Contra) wird von Gegnern nach der letzten Ansage ausgesprochen: Verdopplung der Punkte. „Re-Double“ (wie Re oder Recontra) von einem Mitglied des Ansage-Teams als Reaktion auf einen „Double“: Vervierfachung der Punkte.